# Ormyrulus gibbus
Ormyrulus gibbus is een vliesvleugelig insect uit de familie Ormyridae. De wetenschappelijke naam is voor het eerst geldig gepubliceerd in 1986 door Boucek.